# دايسوكي موراكامي (متزلج فني)
دايسوكي موراكامي (باليابانية: 村上大介) هو متزلج فني ياباني، ولد في 15 يناير 1991 في كاناغاوا في اليابان.

## وصلات خارجية
- دايسوكي موراكامي على موقع الاتحاد الدولي للتزلج (الإنجليزية)